# Stenus decuctor
Stenus decuctor är en skalbaggsart som beskrevs av Thomas Casey. Stenus decuctor ingår i släktet Stenus och familjen kortvingar. Inga underarter finns listade i Catalogue of Life.